# La màscara de l'home del nas trencat
La màscara de l'home del nas trencat és una escultura d'Auguste Rodin creada entre els anys 1863 i 1864 que va ser aprovada per al Saló de París en 1975 i és considerada com el primer treball rellevant de l'autor. L'obra titulada originalment «Retrat de M» va ser rebutjada pels espectadors en mostrar a un home amb el nas trencat i amb faccions pronunciades, en aquesta època era considerat un rostre desagradable per la majoria de la gent. En l'obra va representar a la vida i no a la gràcia que regia a la plàstica acadèmica de l'època. Rodin va fer el primer model d'aquesta obra en guix i l'hivern de 1864 la peça va perdre el bust que la sostenia, i va decidir usar-la com a màscara. Posteriorment, el 1880, va realitzar un segon model de bronze, el qual s'exhibeix al Museu Soumaya de la Ciutat de Mèxic.
Durant l'any 1863 Rodin va condicionar el seu estudi en un estable, on va treballar aquest model inspirat en les faccions d'un treballador molt conegut al seu veïnat, «Bibi».
Segons Rainer Maria Rilke «Tenia davant un home assegut tranquil·lament i una cara tranquil·la. Era la cara d'un home viu i quan la va explorar estava plena d'agitació i de desordre.»
L'obra es va realitzar en bronze amb pàtina negra, cafè obscur i verd amb mesures de base 12,5 x 15,1 x 15,3 cm. A la base es troba la signatura de Rodin.
Malgrat veure's influenciat per l'obra del Louvre, la màscara denota una fidelitat a l'estil contornejat característic de Rodin, a més de profunds solcs i un gest sever. Aquesta obra va ser crucial en el desenvolupament de l'estètica escultòrica de l'autor.
Segons paraules del mateix Rodin: «Aquesta màscara va determinar tot el meu treball futur; és la primera peça de modelatge que vaig fer. Des de llavors he tractat de veure la meva obra des de tots els punts de vista i dibuixar-la bé en cadascun dels seus aspectes. Aquesta màscara ha estat en la meva ment en tot el que he fet». Els seus retrats posteriors posseeixen una singularitat en vida i individualisme, això es deu en bona part al fet que l'artista va romandre fidel al principi del model de contorns.